# Кета
Ке́та, или кета́ (лат. Oncorhynchus keta) — один из наиболее массовых среди лососёвых (второе место после горбуши) и самый распространённый из видов анадромных рыб семейства лососёвых. Ценный объект промысла.

## Описание
Максимальная зарегистрированная длина тела 100 см, масса — 15,9 кг; продолжительность жизни до 7 лет. По другим данным, самый крупный экземпляр кеты зафиксирован на Аляске — длиной 109 см с массой тела 20,8 кг.
Жаберных тычинок 19—25, жаберных лучей 12—15, пилорических придатков 135—185.
- Самка кеты в «брачной» окраске.
- Самки и самцы кеты.

## Ареал
У кеты наиболее широкий ареал среди всех представителей рода тихоокеанских лососей. В бассейне Северного Ледовитого океана заходит на нерест в реки Колыма, Индигирка, Яна, Лена. В западной части Тихого океана встречается от Берингова пролива на севере до Кореи на юге. Многочисленна на Чукотке, Камчатке, Сахалине, Курильских островах, в реках Охота и Амур. В Северной Америке распространена от реки Маккензи в Канаде до залива Монтерей в Калифорнии.

## Питание
В состав рациона входят ракообразные, крылоногие моллюски, молодь рыб (песчанки, корюшки, сельди и другие).

## Размножение
Проходная рыба, нерестится один раз в жизни, после нереста погибает. Кета в реках поднимается вверх по течению на сотни километров, например, от Амурского лимана до верховьев рек Бикин и Уссури.
На нерест кета входит в реки поздней осенью, до декабря включительно. Нерестится в верховьях горных рек и ручьёв, на ключах, крайне редко — в озёрах, в местах выходов грунтовых вод. Нагул её мальков в реках длится как правило не больше 3 месяцев.

## Промысел
Кета — ценная промысловая рыба. В России уловы кеты, тем не менее, значительно меньше по сравнению с промыслом горбуши. Добывают кошельковыми неводами, дрифтерными и ставными сетями, закидными неводами. В России основной промысел ведётся ставными неводами при подходе рыб к прибрежью. На больших реках, к примеру у Николаевска-на-Амуре, кета добывается ставными сетями в Амуре. Является объектом браконьерства.
В начале 1950-х годов японские рыбаки развернули на границе территориальных вод СССР более 15000 км рыболовных сетей, из-за чего тихоокеанский лосось не мог вернуться на места своего нереста — в озёра и реки Камчатки. Несмотря на то, что этот варварский промысел удалось остановить, запасы ценной рыбы были очень сильно подорваны. Остановилось множество рыбоперерабатывающих заводов, опустели рыбацкие поселения, многие так и не были восстановлены.
| Год                      | 2000   | 2001   | 2002   | 2003   | 2004   | 2005   | 2006   | 2007   | 2008   | 2009   | 2010   |
| Мировые уловы, тыс. т    | 284,48 | 308,32 | 321,79 | 370,17 | 354,07 | 317,83 | 361,58 | 327,52 | 296,31 | 359,04 | 313,28 |
| Российские уловы, тыс. т | 30,77  | 29,65  | 37,59  | 32,08  | 30,16  | 32,94  | 48,97  | 54,27  | 63,7   | 93,73  | 88,54  |

В пищу употребляется также кетовая икра.
- Промышленный лов кеты неводом в заливе Ольги, 1990
- Маленькая горная река, в которой нерестится кета